# 恋はリズムに乗せて
「恋はリズムに乗せて」（Music to watch girls by：英語）は、1967年に全米チャート15位を獲得したシド・ラミンの作品。ボブ・クルー・ジェネレーション盤とアンディ・ウィリアムス盤の競作となり、アメリカでは前者が日本ではアンディ・ウィリアムス盤がヒットした。

## 解説
ボブ・クルー・ジェネレーションとアンディ・ウィリアムスの競作となり,前者が最高位15位（Easy Listening Chart 2位）, 後者は最高位34位（ELC 2位）を記録した。他にもアル・ハート盤が全米119位（ELC 31位）にランクされている。ボブ・クルーはダイエットペプシのコマーシャルでこの作品を聞き,自身のグループで録音し好成績を残した。アンディ・ウィリアムス盤はイギリスでは1967年に33位を記録後,1999年フィアット・プントのTVコマーシャルに使用されて再ヒットし全英9位を記録した。日本ではアンディ・ウィリアムスのヴォーカル盤がヒットした。

## カバー
カバー・バージョンにはインストルメンタルが多い。

- ビリー・ヴォ―ン(1967）
- ザ・ヴェンチャーズ(1967）
- ロジャー・ウィリアムス（1967）
- チェット・アトキンス(1967）
- レイ・コニフ(1967）

Jean-Paul Kellerが歌うフランス語バージョン"Ça s'est arrangé"が映画「シンプル・フェイバー」のオープニング・タイトルとして使用された。